# 塀

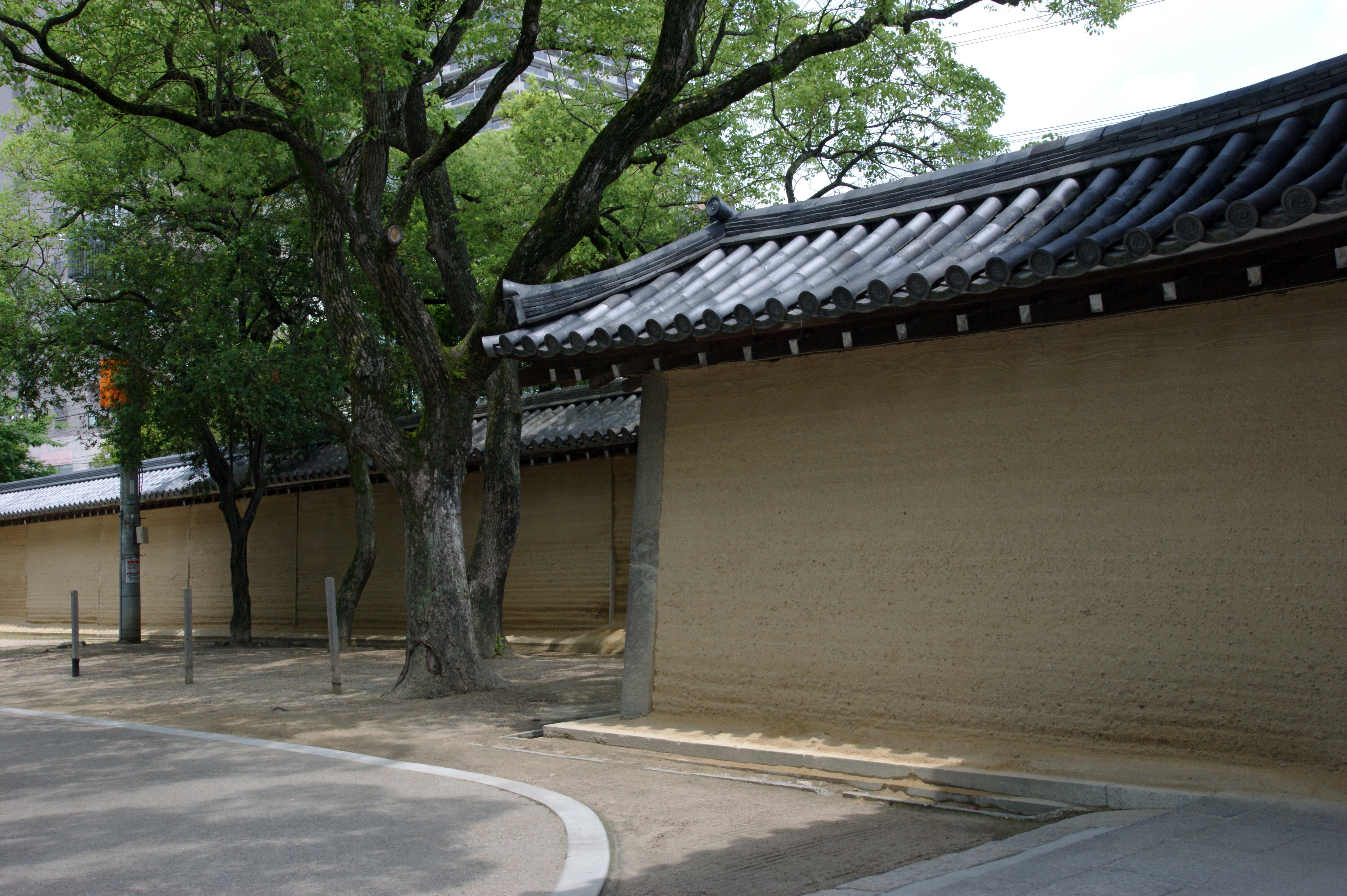
日本三塀の一つ、西宮神社の大練塀

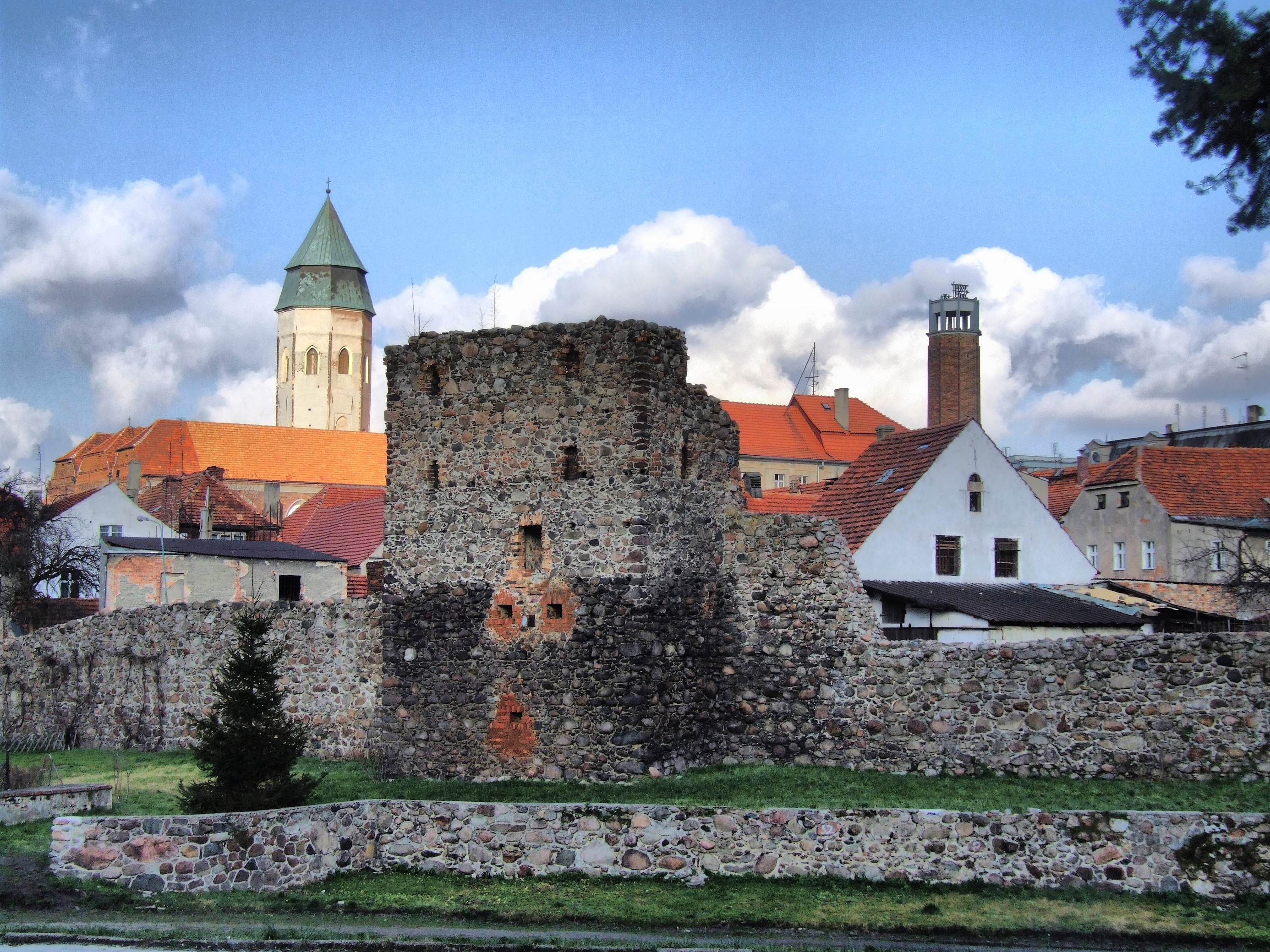
ポーランドルブシュ県に残る石積みの古い塀

塀（へい、英: wallあるいはfence）とは、家や敷地などにおいて、他との境界に設置する囲いで、区画、目隠し、防火、侵入防止の目的で設けられる工作物、障壁。柵とは別ものである。
塀・垣類を構造によって分けると、垣は生け垣など外部の見通しが可能なものをいい、塀は見通しが利かない連続性のある壁を指す。塀・垣類を材料・工法によって分けると、1.土塀、2.石塀、3.板塀・竹垣・生垣・屋敷林、4.れんが塀に分類される。

## 材料による分類
塀は用いられる材料により、板塀、土塀、石塀、れんが塀（煉瓦）、コンクリートブロック(CB)塀、鉄筋コンクリート(RC)塀などに分類される。

### 土塀（どべい）
土塀は形態も名称も様々で代表的な土塀に塗り塀や築地塀がある。

### 石塀（いしべい）
石塀は石材を用いた塀である。石積み構造物には伝統的には地場の石材が用いられ、石材の性質に由来する地域固有の技術がある。このような石材の例として大谷石がある。

### 板塀（いたべい）
板塀は木材を用いた塀である。本来、土塀や石塀は土木技術を技術基盤とするのに対し、板塀は造園技術を技術基盤とする。そのため伝統的工法による塀・垣類を技術面で分類する場合、板塀は竹垣・生垣・屋敷林とともに造園技術を技術基盤とする塀・垣類として一つにまとめられることがある。

### 煉瓦塀（れんが‐べい）
煉瓦塀は西洋起源の塀である。
なお、粘土や赤土の間に土塊や瓦、煉瓦などを詰めて積み上げた塀を練り塀という。練り塀は土塀に分類されることもあるが、主材料が必ずしも土ではないため石塀やれんが塀に分類されることもある。窯業地として知られる佐賀県有田町では「トンバイ塀」と称する塀がある。これは、トンバイ（登り窯を築いたり、壊したりするときにでてくる内壁用の耐火煉瓦）や不要となった陶石などを赤土に混ぜて固めて塀材として使用したものである。

### コンクリートブロック(CB)塀
コンクリートブロック塀は建築用コンクリートブロックを積上げながら鉄筋・モルタルにより一体化させ建築する組積造の一種であり、明治以降のレンガによる組積造の技術と同時期に日本へ導入されたものである。

### 鉄筋コンクリート(RC)塀
鉄筋コンクリート塀は現場で型枠・鉄筋を組み生コン打設により建築する現場打ちの塀と、工場で鋼製型枠にて製造し現場に敷設するプレキャストコンクリート(PCa)塀の二つに分けられる。

## 欧州における塀
イギリスでは畑地や牧草地、放牧地の境界を示すために自然石でモルタルを用いない低い構造物（dry-stone wallあるいは単にstone wallという）が設置された。18世紀の農地改革の際に4年周期の輪作に適するように土地を分割して囲い込む必要が生じたことに端を発する。dry-stone wall（stone wall）はヒツジなどが荒天の日に風雨を避けたり、崖や雨溝（gully）に転落するのを防ぐ役割もあった。

## 日本における塀
塀には形状により、築地塀（ついじべい）、源氏塀（げんじべい）、唐塀（からべい）、透塀（すきべい）、柵板塀（さくいたべい）、簓子塀（ささらこべい）、竪板塀（たていたべい）、大和塀（やまとべい）などの種類がある。
古来より、唐破風の屋根をもつ唐塀は寺院や廟などに、上部に連子をもつ透塀は神社などに採用された。

### 法令による規定
|          | 補強コンクリートブロック造 | 組積造（石・煉瓦等）                                                 |
| -------- | --- | -------------------------------------------------------------------- |
| 高さ     | 2.2m以下 | 1.2m以下                                                             |
| 厚さ     | 高さ2m超の場合は15cm以上 高さ2m以下の場合は10cm以上 | 高さの1/10以上                                                       |
| 基礎     | 高さ1.2m超の場合は、基礎高さ35cm以上、根入れ深さ30cm以上                                                                                                   | 根入れ深さ20cm以上                                                   |
| 鉄筋     | ・基礎部分に充分に定着させる。 ・壁の両端・隅角部に入れる。 ・80cm以内に縦筋と横筋を入れる。 ・鉄筋先端は鉤状に折り曲げる。 ・鉄筋周囲をモルタルで埋める。 | 無                                                                   |
| 控壁間隔 | ・高さ1.2m超の場合は、塀の長さ3.4m以下毎に控え壁を設置。 ・控え壁の長さは壁の高さの1/5以上。                                                               | ・長さ4m以下毎に控え壁を設置。 ・控え壁の長さは壁の高さの1.5倍以上。 |

### ブロック塀の危険性
日本においては、1960年代以降の高度経済成長期、敷地の内部を見通すことのできないコンクリート製の高いブロック塀が多く設置されたが、地震によるブロック塀の倒壊が問題視されるようになったことや、内部が見通せないことは外から敷地内の犯罪に気付かないケースなど防犯上も問題があるとされ、近年ではブロックを2、3段程度重ねた上にアルミ製のフェンスを設置するケースが多く見受けられる。過疎地では震度6強、7の大地震でもエクステリア倒壊による死亡被害は発生しなかったが、震度5強でも大都市やその周辺で発生した場合は、死亡被害が発生していた。これは都市住宅密集地には、狭隘道路・敷地、家屋が近接した隣地境界線などの理由で、古い危険なブロック塀がそのまま数多く取り残されていることが原因である。また、阪神・淡路大震災時には古いブロック塀が倒壊し、ガラスの破片状となって凶器となり道路をふさぐ要因となった。日本建築防災協会は、ブロック塀の点検の安全チェックポイントとして以下を挙げている。
1、塀の高さが地盤から2.2m以下であること。
2、塀の厚みが10cm以上であること（高さが2.2m超えの場合は15cm以上）。
3、塀の高さが1.2m超えの場合、塀の長さが3.4m以下ごとに控え壁があること。
4、コンクリートの基礎があること。
5、塀に傾き、ひび割れがないこと。
6、塀に鉄筋が入っていること（直径9mm以上で縦横共に80cm間隔以下で配筋されており、縦筋は絶頂部及び基礎の横筋に、横筋は縦筋にそれぞれかぎ掛けされているか、基礎の根入れ深さが30cm以上あること）。

※6に関しては、素人では判断できないため専門家に相談する必要がある。

### 塀のねっこ工法

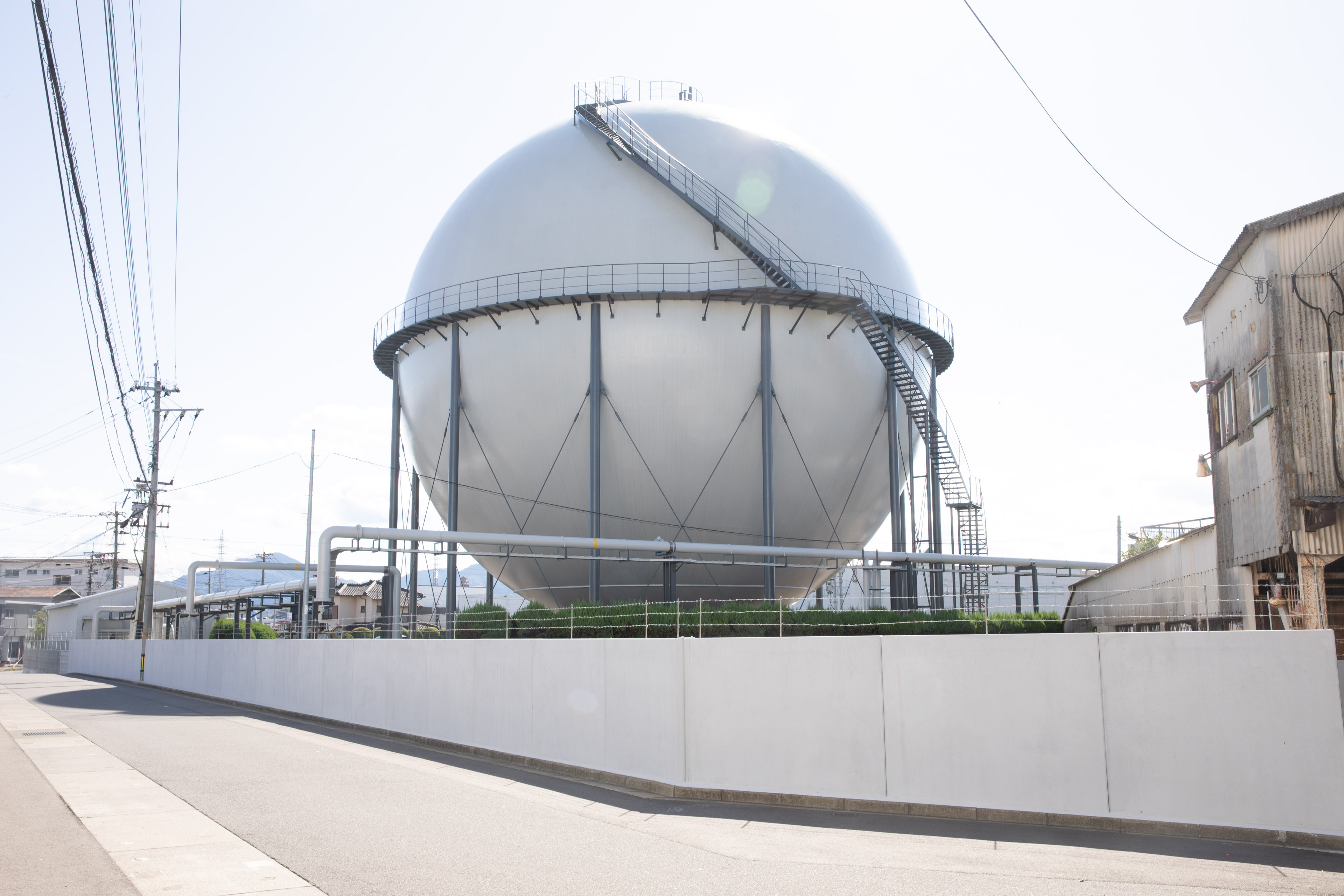
金沢工業大学と民間企業との共同開発を行った「塀のねっこ」。耐震振動試験を国内では唯一実施しているプレキャストコンクリート塀製品。

ブロック塀に置き換わる工法として、工場製のコンクリート製品を用いたプレキャストコンクリート塀工法がある。ブロック塀の問題点はその構造体の脆弱さ（モルタル充填の薄さによる中性化・基礎とCBの間等からの水分侵入などによる鉄筋腐食）・施工監理の甘さ（基礎構造が適切でないことが多いが確認申請がほぼ行われていない）に由来する。従って基礎から塀壁体まで一体化されている工場製品の場合はこの問題点がなく、現場打の鉄筋コンクリート塀と比較して施工による不良も発生し難い。しかしながら現状、普及している製品は少なく、金沢工業大学と民間企業とで共同開発を行い特許取得をしている「塀のねっこ」が知られている。「塀のねっこ」はプレキャストコンクリート塀として国内で唯一耐震振動試験を実施している製品である。

### FIT工法

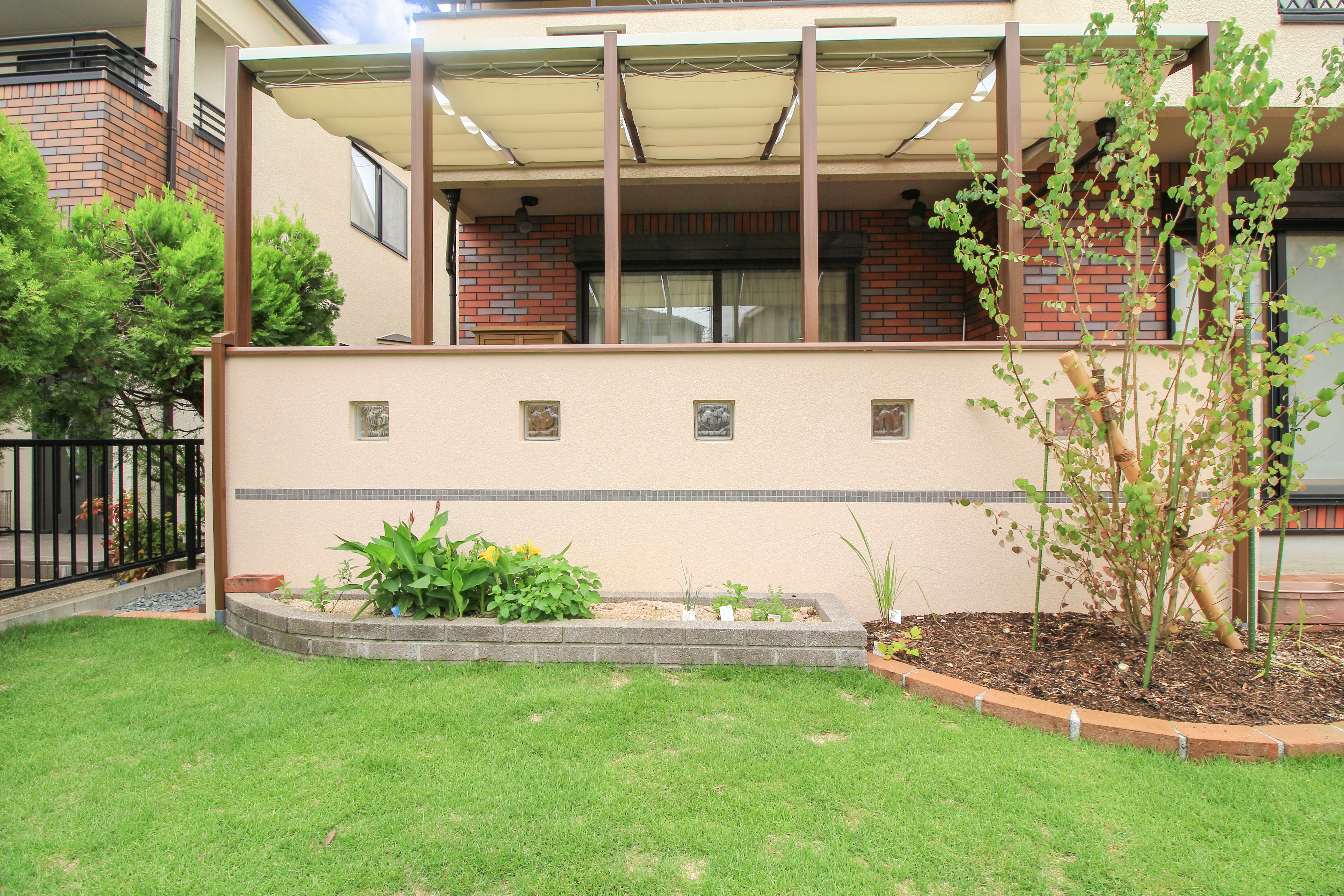
岐阜大学農学部と民間企業との共同開発で可能となったFit Wall。「FIT工法」として特許を取得。

耐震エクステリア開発の新技術として、鉄筋コンクリート製の塀と比較して20%から25%の重量に軽量化されたパネル構法を採用した低重心の木質の壁が岐阜大学農学部と民間企業との共同開発で可能となった。木質壁の場合、雨水対策が問題となるが、完全防水処理技術を施したものが「FIT工法」として特許を取得し、岐阜県の事業可能性評価制度においてA評価と認定されたほか、リフォーム用のコンクリートブロック等耐震補強金具が開発され、防災安全協会から災害時に有効な「防災製品等推奨品」の認定を受け、岐阜県の事業可能性評価制度でA評価と認定された。さらに新設、改修向けの「FIT WALL」は、コンクリート1m2当たり150kgに対し1m2当たり30-40kgで低重心で倒壊しにくい上、万が一倒壊しても人的被害が少なくて済む上、ユニット型であるため工事が1日で済み、デザインも自由にできる。

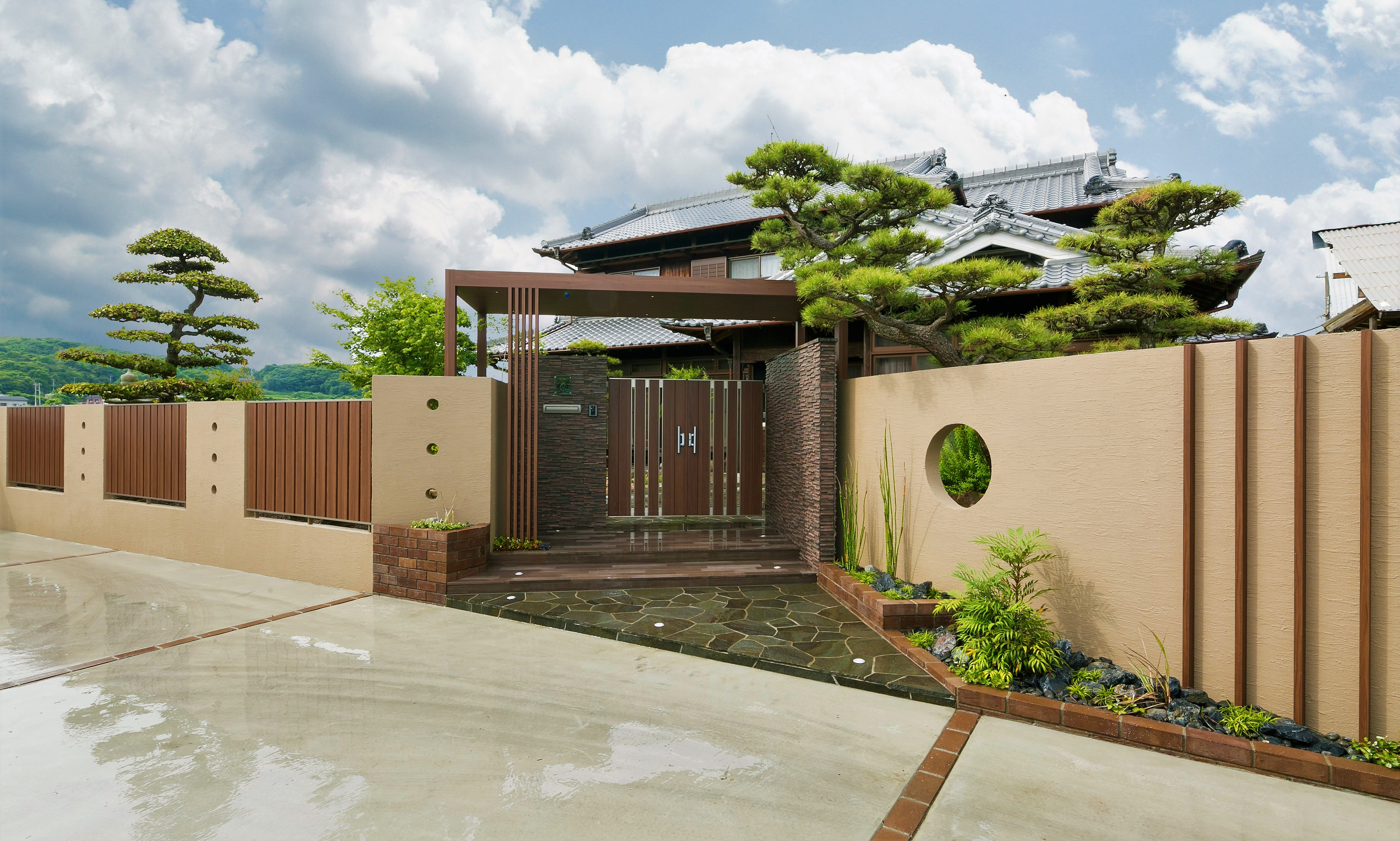
伝統的な日本家屋に新設された新素材も使用した塀